# A Public Affair (álbum)
A Public Affair —en español: Una Relación Pública— es el quinto álbum de estudio de la cantante estadounidense Jessica Simpson. Este fue lanzado alrededor del mundo por el sello Epic Records y la compañía Sony BMG Music Entertainment, durante el tercer trimestre del año 2006.
Compuesto por 13 canciones está producido por Jimmy Jam y Terry Lewis, Cory Rooney, Scott Storch y Lester Mendez. La cantante aparece como coautora de nueve de las canciones. Este álbum es el opuesto a In This Skin de 2003, el cual estaba repleto de baladas, así como Irresistible fue la cara opuesta de su álbum debut, la diferencia radica en que A Public Affair es el álbum más fuerte y consistente que Simpson ha hecho. El álbum está ayudado por poderosas canciones como "A Public Affair" y "If You Were Mine" que puede decirse que son, respectivamente, una especie de "Holiday" de Madonna y de "When I Think Of You" de Janet Jackson, pero es un buen lugar para Jessica porque suena enérgica, afinada, divertida y agradeble. "A Public Affair" es decididamente profesional, Jessica hacer sus asuntos privados, sean pública. Tras su lanzamiento, A Public Affair recibió críticas generalmente favorables de los críticos de música, que complementan su diversidad musical de los álbumes anteriores de Simpson, al tiempo que critica su longitud. El álbum debutó en el top 10 de Billboard 200 con ventas de primera semana de 101 000 copias. A Public Affair ha vendido 500 000 unidades en los EE. UU. y 1,5 millones de copias en todo el mundo hasta la fecha.

## Antecedentes

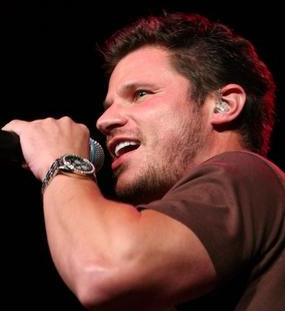
En las tres baladas que contiene el álbum Simpson hace referencia a Nick Lachey y su divorcio

Los primeros antecedentes sobre el quinto álbum de estudio de Jessica Simpson, comenzaron a circular a finales del año 2005. Joe Simpson, padre y mánager de la cantante reveló a la prensa que ella comenzaría la producción de un nuevo álbum de estudio. En julio de 2005, Simpson culminó contrato discográfico con Columbia Records después de seis años y cinco álbumes, al siguiente mes se confirmó que Jessica había firmado con el sello discográfico Epic Records, este también perteneciente a Sony Music Entertainment.
Scott Storch fue uno de los primeros productores en confirmarse en dicha producción, este disco sería todo lo opuesto a sus dos últimos álbumes de estudios, ( Rejoyce: The Christmas Album - 2004: un álbum navideño) y ( In This Skin - 2003: un álbum relleno de baladas pop). Para este periodo donde Simpson se encontraba preparado el álbum, pasaba por un doloroso proceso de divorcio con Nick Lachey, después de haber estado casado dos años y medio. En el mismo año Lachey también se encontraba trabajando en su segundo álbum de estudio. En febrero de 2006, Jessica entra al estudio de grabación para los primeros proceso de grabación. Ella quería nombrarlo "And The Band Played On" pero el concepto cambió y también cambió el título. Marzo fue el mes donde Lester Méndez, Jimmy Jam & Terry Lewis, Cory Rooney, Dan Shea participarían en la producción. Storch confirmó que la dirección del álbum sería directamente el ambiente dance, disco, un disco muy movido, donde la mayoría de las canciones están influenciadas en el género nu-disco. De las tres canciones más lentas, hay unas pocas alusiones a su ruptura con Nick.

## Producción

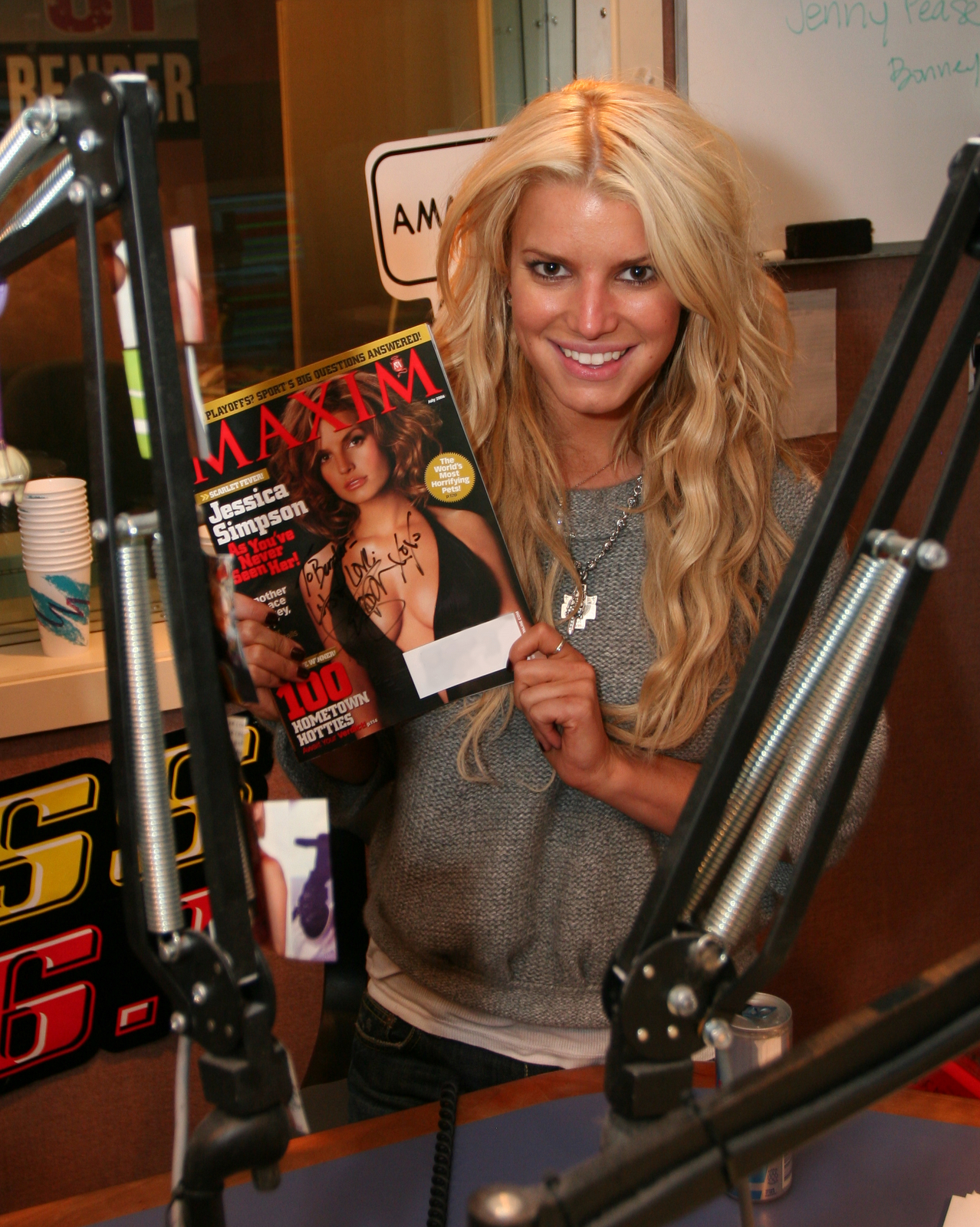
Simpson en agosto de 2006

La mayor parte de A Public Affair fue respaldada por misma cantante, convirtiéndose en la primera vez que la cantante se involucra tanto en una producción.
Scott Storch productor americano, famosos por su participación en producciones como Stripped de Christina Aguilera, Justified de Justin Timberlake y In The Zone de Britney Spears, coescribió y produjo "Fired Up" descrito por el como el Dirrty de Simpson. Simpson escribió "Fired Up" para su amiga, Cacee Cobb, "ya que eso es lo que siempre dice". Jessica grabó otro tema dance llamado "Mr. Carrier" también con Storch durante sus períodos de sesiones juntos, además de este fue grabado "Sexified" estaba disponible para escuchar en PromoSquad en 2005, pero no logra entrar en el corte final de disco.
El grupo de productores Jimmy Jam & Terry Lewis produjeron "Back to You", "Push Your Tush" y "Walkin' Round in a Circle" durante la sesión Simpson expreso la buena química que compartía con el dúo, a pesar de ser la primera vez trabajando junto. Cory Rooney con quien Jessica había trabajado en la mayoría de su álbumes anteriores coprodujo "Between You & I" y la versión de tema clásico "You Spin Me Round (Like a Record)". Lester Mendez productor americano prestigioso, además de coescribir el primer sencillo de álbum A Public Affair, también lo produjo, cabe destacar que fue la única canción en producir del álbum. El productor noruego se encargó de producción de los temas "I Belong To Me" y "I Don't Want to Care".

### Carátula del álbum
Con solo un mes para el lanzamiento de "A Public Affair", Simpson cambió la portada principal de álbum. En la portada inicial se mostraba a Simpson en una superficie sensual con el pelo suelto, luciendo un vestido. Sin embargo, finalmente se decidió ir con el concepto de Girl Next Door. Representante de Simpson, Rob Shuter dice TMZ la decisión final sobre una cubierta no había sido hecha por el mismo tiempo tenía que ser siempre con el sello discográfico de Simpson, así que la opción de cubrir la primera (de tres opciones que había) se le dio. Que cubren finalmente no elegido, y Simpson fue con la portada se muestra aquí. La portada del disco nuevo tiene una apariencia casual Simpson "con nada más que una camiseta de", el pelo recogido y llevaba un anillo en su dedo índice derecho.

## Composición

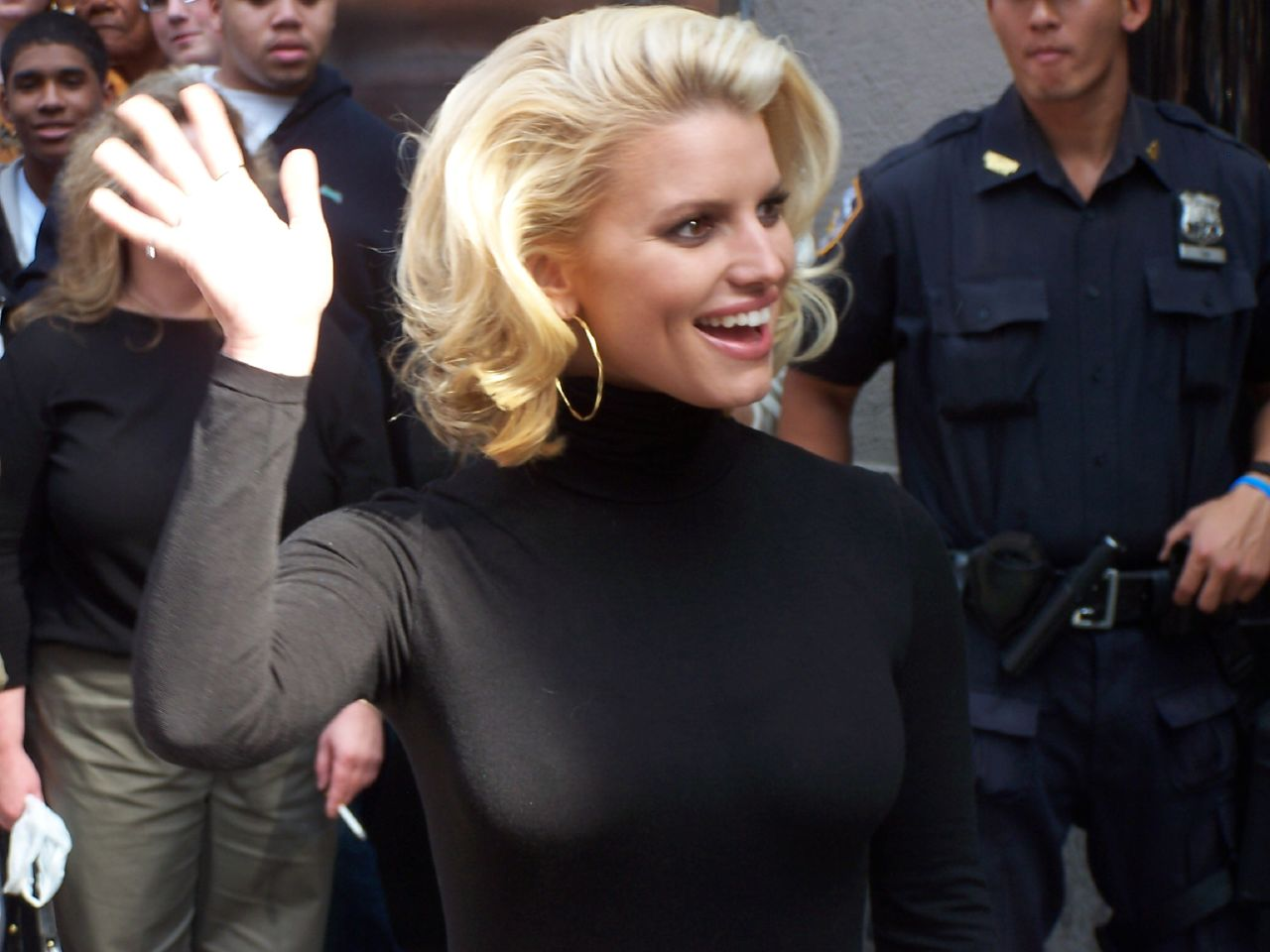
Simpson en agosto de 2006

Simpson dijo en una entrevista a una revista, "A Public Affair" es un álbum de un "noche de diversión" con sus amigos y no se trata de su matrimonio fallido con Nick Lachey, aunque el primer sencillo fue inspirado por la ruptura de la pareja. El álbum se abre con el primer sencillo "A Public Affair" musicalmente, es una canción moderna, dance-pop con influencias groove disco. También se exhiben elementos de géneros, pop rock y pop adolescente. El último disco de Simpson, In This Skin, parecía más adecuado para alguien que estuviera en el mundo de la música desde dos décadas más. Es decir este álbum, no tiene nada interesante para los amante de la pista de baile. Mientras "A Public Affair" utilizó el género pop-dance. Los esfuerzos de Simpson para logra superproducciones de la talla de Gwen Stefani y Nelly Furtado fueron logrados. La siguiente canción "You Spin Me Round (Like a Record)" es una versión actualizada del hit de Dead or Alive de la década de 1980s, es decir de una forma muy parecida a lo que hizo, Rihanna en "SOS" la cual es una versión nueva de "Tainted Love" de Soft Cell.
La tercera canción del álbum, "B.O.Y." es una canción electro con música disco que cuenta con sintetizadores distorsionados emulando pulsos de sonar, fue escrito por Driscoll, Gagel, Ocasek. La cuarta canción "If You Were Mine" fue diseñada para los clubes. Los esfuerzos de Simpson para logra superproducciones de la talla de Gwen Stefani y Nelly Furtado fueron logrados. "BOY" y "If You Were Mine", son canciones muy dance, son deliciosamente de los años 80s. "Walkin' 'Round in a Circle" quinto tema del álbum, es otra canción coescrita por Simpson para el álbum. La canción tiene un toque de música Disco y Euro con influencias New Wave. La sexta canción, "The Lover in Me" es una canción pop, contiene instrumentos como el piano y la guitarra. La séptima canción, "Swing with Methe" una nueva versión del clásico Benny Goodman de 1938, "Sing, Sing, Sing". "Push Your Tush" la octava pista del álbum, es una canción de amor con influencias disco, que se inspira en "Hot Stuff" de Donna Summer (1979). "Back to You" es el tema número nuevo del álbum, es una canción pop con influencia urbana, la canción es una de las baladas del álbum. "Between You & I"de la última canción en la edición del álbum stantard, es una canción midtempo, que incorpora una melodía de flauta tradicional de estilo. "I Don't Want to Care" es otra balada sobre el amor, esta vez utilizando una guitarra española. "Fired Up", el título de la canción provenía de algo que uno de los mejores amigos de Simpson, CaCee Cobb, siempre dice: "Let's get fired up." "Let Him Fly" tema originalmente cantado por Patty Griffin, lleva a una reunión determinada. "I Belong To Me", es una canción bono de Walmart. La canción fue comparada con "We Belong Together", de Mariah.

## Recepción

### Recepción crítica

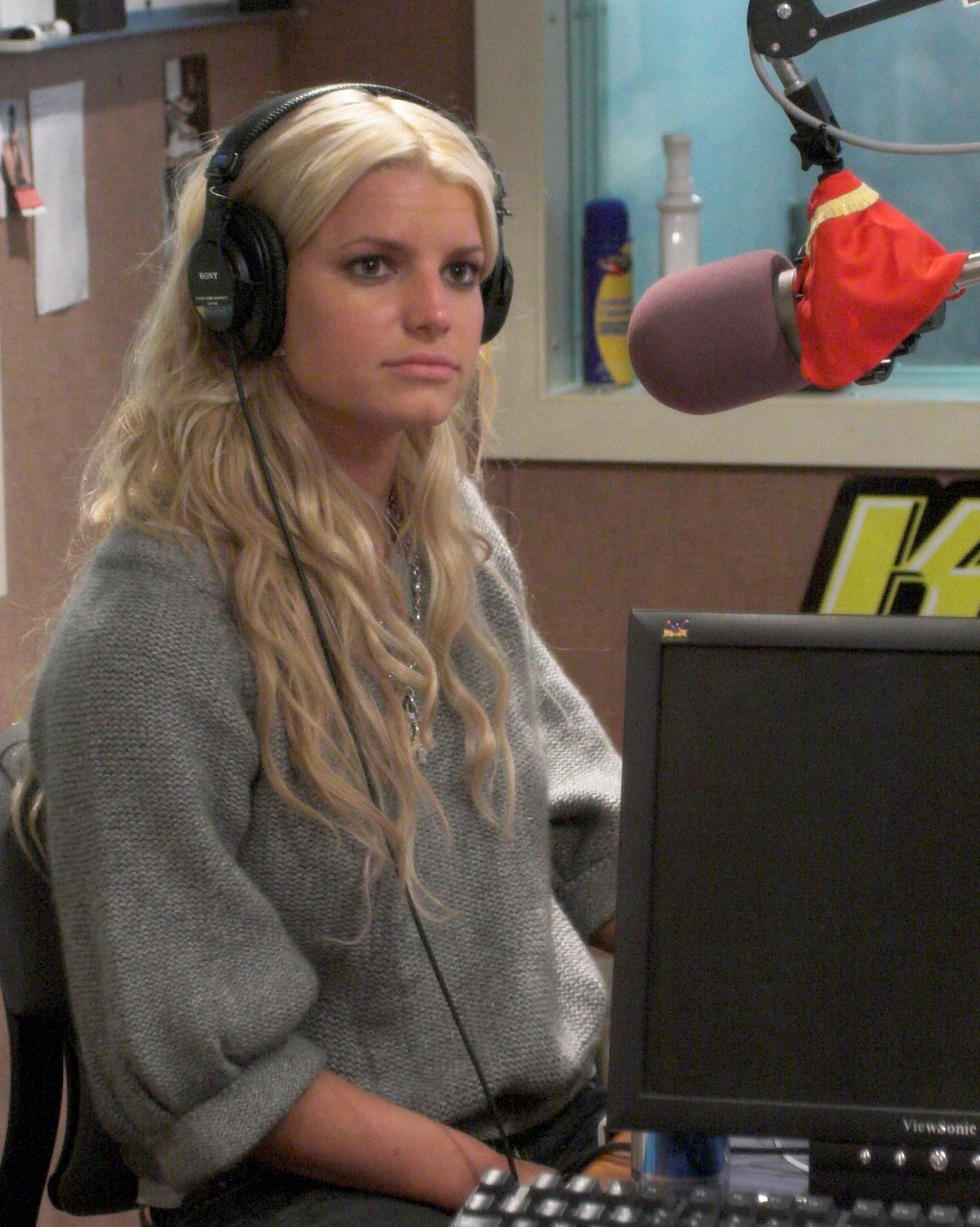
Simpson en agosto de 2006

En términos generales, el álbum obtuvo una crítica mixta por parte de los críticos musicales, debido a que muchos acusaron a Simpson de falta de originalidad. Por su parte, Stephen Thomas Erlewine, del portal web Allmusic, sostuvo A Public Affair logró alcanzar un excelente sonido, que cualquier álbum de estudio anterior de la cantante. Señaló que A Public Affair es un álbum de ambiente fiesta, pura y simple. En ocho canciones de las trece de álbum se puede disfrutar una buena adrenalina al momento de escucharlo, ya sea en una pista de baile o despreocupados en una tardes soleadas.
De manera adicional, la editora musical Lizzie Ennever del sitio web BBC, señaló que A Public Affair suena como algo que usted puede poner en una fiesta infantil si estuviera teniendo una competencia disco-dancing. El álbum parece ser grabado en una montaña rusa emocional. En suma, la editora dijo que la única canción salvable del disco era "BOY", pues pudo llegar a la altura de Britney Spears. Por su parte, Chris Willman de Entertainment Weekly describió a álbum como un disco recopilatorio de canciones de los 80s, interpretado por Simpson, dantoles un C como calificación final. Rob Sheffield de la revista Rolling Stone calificó al disco como copia de un álbum de Madonna y Janet Jackson. Solo elogio la versión de la canción "You Spin Me Round (Like a Record)", llamándolo un sonido saludable.

### Ventas e impacto
En América A Public Affair debutó como un éxito Nº 6 en ventas en Canadá, donde se convirtió en el primer y único álbum de estudio en debutar en el Top 10 de la lista, en la carrera de Simpson, Tras su debut, a inicios del año 2007 A Public Affair recibió la certificación de Oro de la asociación CRIA, la que acreditó ventas legales de 50 mil copias en Canadá. Por su parte, en los Estados Unidos, A Public Affair debutó como un éxito Nº 5 en ventas, con ventas de 101 mil copias la primera semana, convirtiéndose en el segundo álbum con más ventas en la primera semana en su carrera. A finales de 2006, el álbum solo había logrado vender 300 mil copias, a inicios de siguiente año obtuvo ventas por más de 500 mil copias según Nielsen SoundScan. A Public Affair recibió la certificación de disco de oro por la RIAA en dicho país.
En suma, la modesta recepción comercial de A Public Affair fue opacada por el éxito comercial que registraron los cuatro primeros álbumes de estudio de la cantante: Sweet Kisses con 2 000 mil copias, Irresistible con más de 800 mil copias, In This Skin con 3 000 mil copias, e Rejoyce: The Christmas Album con 700 mil copias, solo en Estados Unidos. Con todo, A Public Affair se convirtió, hasta esa fecha, en uno de los álbum de estudio de menor éxito comercial de Simpson.
En Venezuela este se convirtió en un éxito Nº 13 en ventas, el cual hasta la fecha solo ha vendido 10 mil copias.
En Europa logró alcanzar el Top 40 en Irlanda, Filipinas, Hungría y Ucrania, pías en donde fue certificado Oro por vender más 66 mil copias. En Reino Unido alcanzó la posición Nº 65, y en donde hasta octubre de 2012, ha logrado vender más 80 mil copias. El álbum logró recibir un éxito moderado en Rusia debutando en la posición Nº 62, siendo certificado disco de oro por la asociación NFPF, con ventas por más de 40 mil copias. Por su parte, en Oceanía A Public Affair debutó dentro de Top 40, en la posición Nº 33, vendiendo hasta ahora 30 mil copias.
En Asia A Public Affair también registró un par de logros comerciales. Ello quedó de manifiesto en Japón, el segundo mercado de música más grande a nivel mundial, donde se convirtió en un éxito Nº 22 en ventas, con ventas de 80 mil copias. En Taiwán debutó en el puesto Nº 7, debido al gran éxito de álbum en esta región obtuvo certificación multiplatino, por vender más de 200 mil copias. En India fue certificado disco de oro por la asociación IMI por ventas de 112 mil copias, logrando vender en este contiene 500 mil copias.

## Promoción

### Sencillos

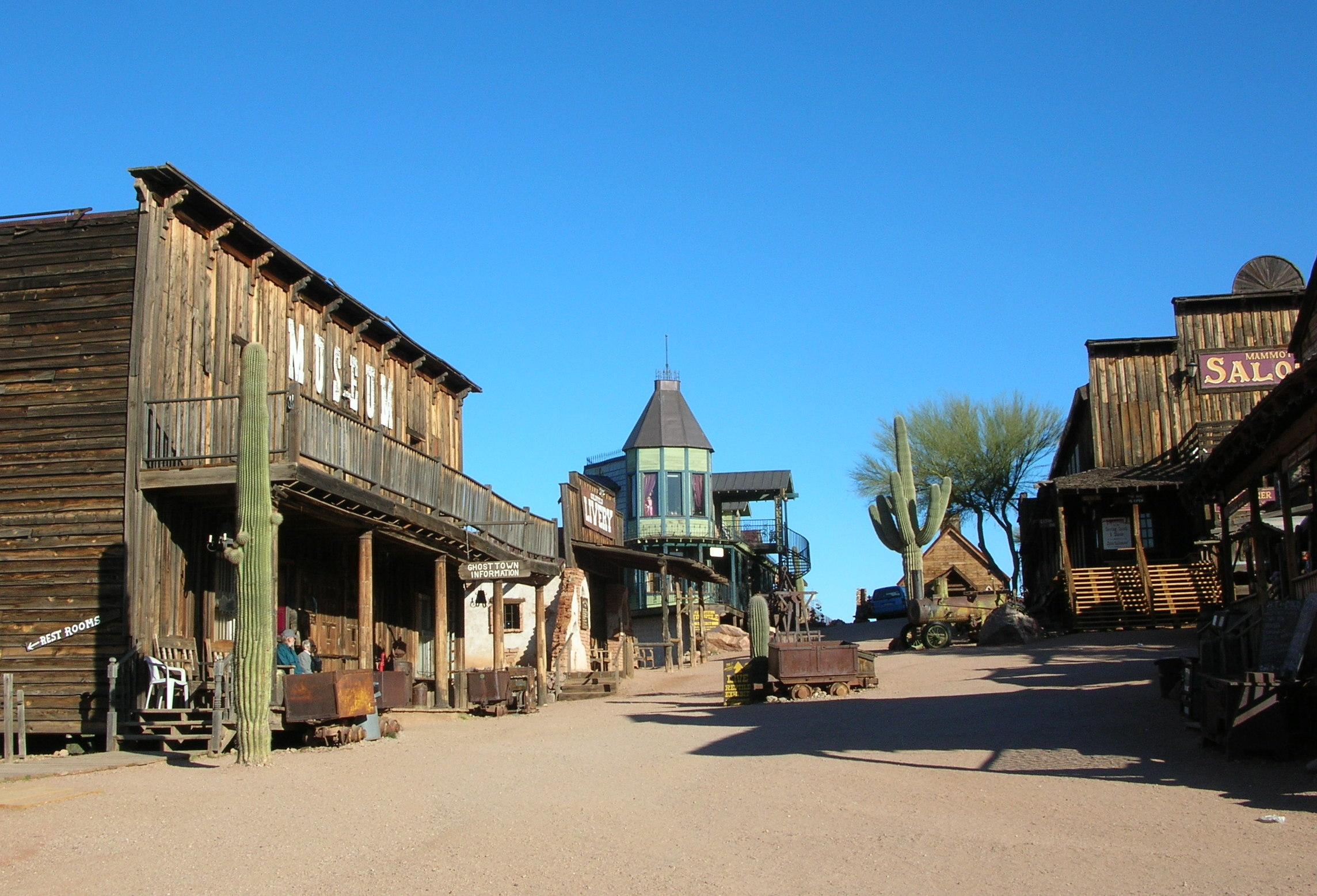
El video musical de "These Boots Are Made for Walkin'" fue firmado en escenarios del Viejo oeste, debido a la película The Dukes of Hazzard.

"These Boots Are Made for Walkin'" sirvió como sencillo de la banda sonora de la película The Dukes of Hazzard, además aparece como pista adicional A Public Affair el cual lo lleva directamente como primer sencillo de álbum. La canción es un cover de Nancy Sinatra. Esta versión fue producida Jimmy Jam y Terry Lewis. El vídeo musical fue dirigido por Brett Ratner y causó cierta controversia debido a sus imágenes sexuales. Debido a sus insinuaciones sexuales, el videoclip está prohibido en India, todo Oriente Medio y en el norte de África excepto Argelia, Israel, Irak, Líbano y Turquía. "These Boots Are Made For Walkin '", llegó al Nº 14 en el Billboard Hot 100, y a finales del 2005, la RIAA certificó disco de oro por 500,000 descargas legales o más. Sus descargas digitales fueron altas, pero las difusión en las radios fue baja. Alcanzó la lista de los diez primeros de Billboard Pop 100. El 11 de diciembre de 2006, el sencillo fue nuevamente certificado Oro por la RIAA, esta vez por Epic Records. En total, sencillo ha recibido 1.2 millones de descargas digitales solo en los Estados Unidos. A nivel internacional, fue un éxito, alcanzando el Top 5 en varios países europeos. Se convirtió en su mayor éxito en Australia, donde alcanzó el número dos y permaneció en las cuarenta primeras posiciones durante veinticuatro semanas. Llegó a los diez primeros en la tabla European Hot 100, Nueva Zelanda y los veinte primeros en Austria.

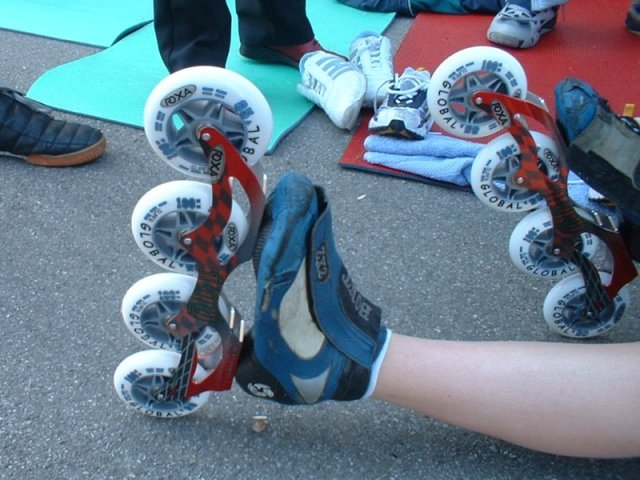
El video musical de "A Public Affair" se desarrolla en una pista de patinaje.

"A Public Affair" fue lanzado como primer sencillo oficial de A Public Affair. Coescrita por Jessica, el 29 de junio de 2006, "A Public Affair" fue puesto al mercado musical, tanto en las estaciones de radio como su venta de manera digital. En Estados Unidos, "A Public Affair" debutó en la posición número treinta y nueve de la lista Billboard Hot 100, su segundo debut más alto luego de "These Boots Are Made for Walkin" en esta lista musical, según la edición de junio de 2006 de Billboard, previamente había debutó en el número veinte en la lista de Bubbling Under Hot 100 Singles, que representa a los veinticinco sencillos que aún no han aparecido en el Hot 100. En julio "A Public Affair" desplazó a "Invisible" de Ashlee Simpson en el Top ten de iTunes Music Store, la lista más popular de canciones, y era la primera vez en la historia de iTunes en tener a dos hermanas compitiendo con diferentes canciones en la lista de las diez primeras. No obstante, su desempeño radial fue moderado y quedó de manifiesto en los conteos Pop Songs y Top 40 Mainstream, en los que alcanzó los puestos once y dieciséis, respectivamente. Un éxito mayor registró en el conteo discotequero Dance/Club Play Songs, donde se convirtió en número uno. Con ello fue certificado de oro por la Recording Industry Association of America (RIAA), luego de comercializar más de medio millón de descargas en el país. Según Nielsen SoundScan, "A Public Affair" vendió 890 000 descargas allí, hasta junio de 2012, siendo uno de los sencillos más vendidos de Simpson en Estados Unidos. En Canadá alcanzó la octava posición de la lista Canadian Hot 100, convirtiéndose en el tercer top 10 en esta lista musical, solo logró vender 30 000 copias en este país. En Europa alcanzó la posición sesenta y tres de la lista European Hot 100. En el 2007, el sencillo fue lanzado en Irlanda y alcanzó el número 9 en la primera semana, se convirtió en el segundo sencillo de Simpson para llegar al top 10 de este país. El sencillo también alcanzó el Top 20 en el Reino Unido en febrero de 2007, en el N° 20, y también alcanzó el Top 10 del Reino Unido en la Tabla de Física, en el N° 6.
"I Belong To Me" es el segundo sencillo y tercero en general de A Public Affair. En los Estados Unidos, "I Belong to Me" se puso a disposición en las estaciones de radio contemporánea el 26 de septiembre de 2006. En el mismo período, la canción debutó en el número veinticinco en el Billboard Bubbling Under Hot 100, también debutó en Billboard Pop 100 en la posición noventa y nueve. Pero la canción nunca logró entrar en Billboard Hot 100. En 2007, "You Spin Me Round (Like a Record)", fue lanzado como sencillo promo de álbum. Logró posicionarse en el puesto N.º 95 de Billboard Pop 100, sin embargo, debutó en la posición N.º 20 de Bubbling Under Hot 100, que es equivalente a N.º 120. Esta versión tiene un sonido y una letra diferentes al original.

## Listado de canciones
- Edición estándar

| CD  |                                     | |          |  |
| N.º | Título                              | Escritores                                                                                          | Duración |  |
| 1.  | «A Public Affair»                   | Jessica Simpson, Austin, Kurstin, Watters, Biancaniello, Mendez, Ashford, Simpson                   | 03:21    |  |
| 2.  | «You Spin Me Round (Like a Record)» | Pete Burns, Wayne Hussey, Mike Percy, Tim Lever, Steve Coy                                          | 03:49    |  |
| 3.  | «B.O.Y»                             | Driscoll, Gagel, Ocasek                                                                             | 03:22    |  |
| 4.  | «If You Were Mine»                  | Watters, Biancaniello, Kurstin, Gray, Sewell                                                        | 03:17    |  |
| 5.  | «Walkin' 'Round In A Circle»        | Simpson, Austin, Harris III, Lewis, Nicks                                                           | 04:40    |  |
| 6.  | «The Lover In Me»                   | Simpson, Childress, Austin, Biancaniello, Watters, Gray                                             | 03:41    |  |
| 7.  | «Swing With Me»                     | Simpson, Harris III, Lewis, Tolbert, Bonner, Beck, Williams, Pierce, Jones, Middlebrooks, Satchell  | 03:25    |  |
| 8.  | «Push Your Tush»                    | Simpson, Harris III, Lewis, Tolbert, Bonner, Beck, Williams, Pierce, Jones, Middlebrooks, Satchell) | 04:48    |  |
| 9.  | «Back to You»                       | Simpson, Harris III, Lewis                                                                          | 04:11    |  |
| 10. | «Between You & I»                   | Simpson, Rooney                                                                                     | 04:58    |  |
| 11. | «I Don't Want To Care»              | Simpson, Eriksen, Hermansen, Riddick, Lind, Bjorklund, Beite, Hvidsten                              | 03:57    |  |
| 12. | «Fired Up»                          | Jessica Simpson, Scott Storch, Penelope Magnet, Jeff Bowden                                         | 03:58    |  |
| 13. | «Let Him Fly»                       | Patty Griffin                                                                                       | 03:11    |  |
| 14. | «I Belong to Me»                    | Warren                                                                                              | 03:40    |  |

- Bonus tracks

| CD  |                                                          |                                |          |  |
| N.º | Título                                                   | Escritores                     | Duración |  |
| 15. | «These Boots Are Made for Walkin'» (Feat. Willie Nelson) | Lee Hazlewood; Jessica Simpson | 03:58    |  |
| 16. | «"A Public Affair"» ([Enhanced Video])                   |                                |          |  |

## Rankings
Semanales
| Región         | Ranking           | Primera semana | Posición de ingreso | Mejor posición | Semanas en la mejor posición | Última semana |
| -------------- | ----------------- | -------------- | ------------------- | -------------- | ---------------------------- | ------------- |
| América        |                   |                |                     |                |                              |               |
| Canadá         | Canadian Albums   | 16-09-2006     | 6                   | 6              | 1                            | 20-10-2006    |
| Estados Unidos | Billboard 200     | 16-09-2006     | 5                   | 5              | 1                            | 20-10-2006    |
| Venezuela      | Top 40 Recordland | 25-03-2007     | 29                  | 13             | 1                            | 17-04-2007    |
| Europa         |                   |                |                     |                |                              |               |
| Reino Unido    | Top 75 Álbumes    | 02-03-2007     | 65                  | 65             | 2                            | 17-05-2007    |
| Irlanda        | Top 100 Álbumes   | 02-03-2007     | 32                  | 32             | 1                            | 22-06-2007    |
| Filipinas      | Top 100 Álbumes   | 03-12-2006     | 18                  | 18             | 1                            | 15-05-2007    |
| Hungría        | Top 100 Álbumes   | 28-12-2007     | 15                  | 15             | 1                            | 15-02-2008    |
| Rusia          | Top 100 Álbumes   | 21-02-2007     | 62                  | 62             | 1                            | 14-07-2007    |
| Ucrania        | Top 40 Álbumes    | 21-02-2007     | 51                  | 36             | 1                            | 15-05-2007    |
| Oceanía        |                   |                |                     |                |                              |               |
| Australia      | Top 40 Álbumes    | 26-08-2006     | 33                  | 33             | 1                            | 18-09-2006    |
| Asia           |                   |                |                     |                |                              |               |
| India          | Top 100 Álbumes   | 13-04-2007     | 72                  | 17             | 1                            | 27-09-2007    |
| Japón          | Top 100 Álbumes   | -              | 22                  | 22             | 1                            | -             |
| Taiwán         | Top 100 Álbumes   | 10-03-2007     | 28                  | 7              | 1                            | 09-07-2007    |

### Certificaciones
| País                 | Industria      | Certificado | Ventas    | C. Símbolo |
| -------------------- | -------------- | ----------- | --------- | ---------- |
| MUNDO                |                |             |           |            |
| Mundo                | Top 40 Álbumes | Platino     | 1.500.000 |            |
| AMERICA              |                |             |           |            |
| Canadá               | CRIA           | Oro         | 60.000    |            |
| Estados Unidos       | RIAA           | Oro         | 500.000   |            |
| Venezuela            | APFV           | N/C         | 10.000    | N/C        |
| EUROPA               |                |             |           |            |
| Reino Unido          | BPI            | N/C         | 80.000    | N/C        |
| República de Irlanda | IRMA           | N/C         | 10.000    | N/C        |
| Filipinas            | PARI           | Platino     | 20.000    |            |
| Hungría              | MAHASZ         | N/C         | 4.000     | N/C        |
| Rusia                | NFPF           | Oro         | 40.000    |            |
| Ucrania              | IFPI           | Oro         | 66.000    | [ 38 ]     |
| OCEANIA              |                |             |           |            |
| Australia            | ARIA           | N/C         | 30.000    | N/C        |
| ASIA                 |                |             |           |            |
| India                | IMI            | Oro         | 112.000   | [ 39 ]     |
| Japón                | RIAJ           | N/C         | 80.000    | N/C        |
| Taiwán               | RIT            | 2x Platino  | 200.000   |            |

## Créditos y personal

### Créditos de producción
| - Abe Laboriel Jr. - Batería - Andrew Rugg - Ingeniero - Barry Danielian - Trumpet - Bobby Ross Avila - Bajo - Brett Ratner - Fotografía - Brian Warwick - Ingeniero Asistente - Cacee Cobb - Vocals (Background) - Chris August - Vocals (Background) - Chris Megert - Vocal Arrangement - Conrad Golding - Ingeniero - Cory Rooney - Programación de ritmos, teclados, Productor, Vocal Productor - Dan Kurtz - Bajo - Dan Shea - Teclados, Productor - Dave Pensado - Mezcla - David Andrew Mann - Sax (Tenor) - David E. Williams - Guitarra - David Levita - Guitarra - Dorian Holly - Vocals (Background) - Eric Rennaker - Ingeniero Asistente - Espen Lind - Teclados - Evan Lamberg - A & R - Farra Mathews - A & R - Gary Novak - Batería - Greg Kurstin - Guitarra, Teclados, Productor, Programación - Ian Cross - Ingeniero, Mezcla - Jerry Brown - Drums - Jessica Paster - Armario - Jessica Simpson - Voz, Productor Ejecutivo - Jimmy Jam - Teclados, Productor - Jimmy Wright - Teclados - Joe Simpson - Productor Ejecutivo, la Administración - Joe Wohlmuth - Ingeniero - Joe Zook - Mezcla - Justin King - Guitarra - Keith Gretlein - Ingeniero Asistente - Ken Paves - Hair Stylist - Laurie Rosenwald - Portada Fotocomposición - Lester Méndez - Arranger, Beats, Moog Synthesizer, Piano, Productor - Louis Biancaniello - Teclados, la mezcla, el productor, Programación - Lyle Workman - Guitarra | - Magnus Beite - Teclados - Makeba Riddick - (Background) - Matt Marrin - Ingeniero, Mezcla - Mike Terry - Ingeniero - Mikkel S. Ingeniero, Instrumentación, Vocal Productor - Nikki Harris - (Background) - Orlando Calzada - Ingeniero - Ozzie Melendez - Trombone - Paul Jackson, Jr. - Guitarra - Peter Wade - Ingeniero - Phil Tan - Mezcla - Rafael Padilla - Percussion Rafael Padilla - Percussion - Ravaughn Brown - (Background) - Reuben Rodríguez - Bajo - Ron Allaire - Ingeniero - Sam Watters - Productor - Scott Storch - Productor - Serban Ghenea - Mixing Serban Ghenea - Mezcla - Sharlotte Gibson - (Background) - Sherree Ford Brown - (Background) - Siedah Garrett - (Background) - Steve Geuting - Ingeniero Asistente - Tamyra Gray - Voz (fondo) - Terry Lewis - Productor - Tim Roberts - Asistente de mezcla - Tony Tolbert - (Background) - Valente Torrez - Ingeniero Asistente - Vince Cherico - Batería - Vlado Meller - Mastering - Wally Gagel - Productor - Wally Gagel - Ingeniero de Instrumentación - Xandy Barry - Productor |

## Premios y nominaciones
| 2006-2007                      |                                                     |          |
| AOL Awards                     | Most Searched Person                                | Ganó     |
| Japan Billboard Music Awards   | Hot 100 Airplay of the Year (por "A Public Affair") | Nominada |
| Japan Billboard Music Awards   | Pop Artist of the Year                              | Nominada |
| Nickelodeon Kids Choice Awards | Favorite Female Singer                              | Nominada |
| NRJ Music Awards               | Best International Female Artist                    | Nominada |
| People Choice Awards           | Best Song from a Film                               | Ganó     |
| Seventeen Magazine Awards      | Style Star of the Year                              | Ganó     |
| Virgin Media Music Awards      | Best International Female Artist                    | Nominada |